# ابوطاهر عقیقی
ابوطاهر، اسماعیل عقیقی شهرت‌یافته از زیبایی‌اش به ماه‌باره (اکتبر ۱۰۸۶، نیشابور - ۱۱۵۳، مرو) (نسب: اسماعیل بن احمد بن علی بن اسماعیل عقیقی) قاری، محدث ایرانی بود که به کارهای گوناگون پرداخت و سرانجام در حملهٔ غزان به خراسان در مرو کشته شد. ابوسعد سمعانی به درس‌گفتارهای او گرایش پیدا کرد و در مدرسهٔ عمیدیه نزد او حاضر شد و درس‌هایی خواند. 